# Tinodes siskiyou
Tinodes siskiyou är en nattsländeart som beskrevs av Donald G. Denning 1951. Tinodes siskiyou ingår i släktet Tinodes och familjen tunnelnattsländor. Inga underarter finns listade i Catalogue of Life.